# Igor Rivin
Igor Rivin (* 1961 in Moskau) ist ein kanadischer Mathematiker.
Rivin ist der Sohn des Maschinenbau-Professors an der Wayne State University, Eugene Rivin. Als Schüler gewann er einen ersten Preis auf der kanadischen Mathematikolympiade. Er studierte an der University of Toronto mit dem Bachelor-Abschluss 1981 und wurde 1986 an der Princeton University bei William Thurston promoviert (On geometry of convex polyhedra in hyperbolic 3-space). Danach arbeitete er am QLISP System in der Informatik-Fakultät der Stanford University und bei Wolfram Research an Mathematica. Außerdem befasste er sich mit Finanzmathematik. 1992 kehrte er zur mathematischen Universitätsforschung zurück und war am IHES, dem Institute for Advanced Study, der Universität Melbourne, der University of Warwick und am Caltech. 1999 wurde er Professor an der Temple University. 2015 übernahm Rivin die seit 18 Jahren verwaiste Regius Professorship of Mathematics an der University of St Andrews. Sein Nachfolger in diesem Amt wurde 2018 Kenneth J. Falconer.
Er war Gastwissenschaftler an verschiedenen Universitäten, unter anderem 2011 an der Berlin Mathematical School der Berliner Universitäten.
Beginnend mit seiner Dissertation charakterisierte er konvexe Polyeder im dreidimensionalen hyperbolischen Raum. Er befasste sich mit verschiedenen Bereichen der angewandten Mathematik, z. B. den möglichen Strukturen von Zeolithen, Differentialgeometrie und Dynamischen Systemen.
1998 erhielt er den Whitehead-Preis. Er hatte eine EPSRC Advanced Fellowship in Großbritannien. Er ist Fellow der American Mathematical Society.

## Schriften
- mit Craig D. Hodgson: A characterization of compact convex polyhedra in hyperbolic 3-space. In: Inventiones Mathematicae. Band 111, 1993, S. 77–111, doi:10.1007/BF01231281.
- Euclidean structures on simplicial surfaces and hyperbolic volume. In: Annals of Mathematics. Serie 2, Band 139, Nummer 3, 1994, S. 553–580, JSTOR:2118572.
- A characterization of ideal polyhedra in hyperbolic 3-space. In: Annals of Mathematics. Serie 2, Band 143, Nummer 1, 1996, S. 51–70, JSTOR:2118652.
- Combinatorial optimization in geometry. In: Advances in Applied Mathematics. Band 31, Nummer 1, 2003, S. 242–201, doi:10.1016/S0196-8858(03)00093-9.
- Walks on groups, counting reducible matrices, polynomials, and surface and free group automorphisms. In: Duke Mathematical Journal. Band 142, Nummer 2, 2008, S. 353–379, doi:10.1215/00127094-2008-009.
- Asymptotics of convex sets in Euclidean and hyperbolic spaces. In: Advances in Mathematics. Band 220, 2009, S. 1297–1315, doi:10.1016/j.aim.2008.11.014.
- Zariski density and genericity. In: International Mathematics Research Notices. Nummer 19, 2010, S. 3649–3657, doi:10.1093/imrn/rnq043.